# Северин Андрій Васильович
Андрій Васильович Северин (нар. 7 вересня 1964, Полтава, УРСР — пом. 12 січня 2017, Полтава, Україна) — радянський та український футболіст та тренер, виступав на позиції захисника та нападника.

## Кар'єра гравця
Футбольну кар'єру розпочав у 1982 році в складі полтавського «Колоса». У 1983 році перейшов до лубенської «Зірки». Потім повернувся до полтавського клубу, який на той час змінив назву на «Ворскла» (Полтава). У 1991 році захищав кольори ФК «Петрівці». У 1994 році завершив кар'єру футболіста в полтавській «Ворсклі».

## Кар'єра тренера
Ще будучи гравцем розпочав тренерську діяльність. У 1991 році виконував функції гравця та тренера в ФК «Петрівці». Потім тренував команди «Електрон» (Ромни) та «Вуглик» (Димитров). Певний час очолював селекційну службу полтавської «Ворскли». У 2008 році приєднався до тренерського штабу «Сталі» (Дніпродзержинськ)], а 14 серпня 2008 року призначений посаду головного тренера клубу, яким керував до кінця 2008 року. Під його керівництвом «Сталь» у сезоні 2008/09 років посіла третє місце у Другій лізі. 12 квітня 2009 року знову очолив «Сталь», але 6 вересня 2009 року подав у відставку. Проте за час свого перебування в «Сталі» Северин створив команду, яка за підсумками сезону фінішувала на 4-у місці в Другій лізі. Всього під керівництвом Андрія Северина «Сталь» провела 55 матчів, з яких виграла 33, 12 завершила внічию і в 10 поступилася, при різниці м'ячів 91-49..
Помер від тяжкої хвороби 12 січня 2017 на 52-му році життя.

## Поза футболом
|  | Завжди позитивний і комунікабельний Северин міг знайти спільну мову практично з усіма оточуючими його людьми. |